# Новосибирский авиационный завод имени В. П. Чкалова
Новосиби́рский авиацио́нный заво́д и́мени В. П. Чка́лова — российская авиастроительная компания, расположенная в Новосибирске. Ведёт свою историю с 1936 года, в настоящее время является одним из крупнейших самолётостроительных предприятий Российской Федерации.
Крупный пакет акций НАЗ (74,5 %) принадлежит ПАО «Компания „Сухой“», 25,5 % акций принадлежит ПАО «ОАК».
Из-за вторжения России на Украину компания находится под санкциями стран Евросоюза, США, Великобритании, Японии и некоторых других стран.

## История
31 июля 1931 года на окраине Новосибирска был заложен завод горного оборудования, а в 1936 году постановлением Совета Труда и Обороны заводу был определён новый профиль — самолётостроение. 4 ноября 1937 года на заводе поднялся в воздух первый построенный самолёт И-16. Потом были созданы такие известные типы самолётов, как Як-3, Як-7, Як-9.
В декабре 1939 года заводу присвоено имя Героя Советского Союза Валерия Павловича Чкалова.
В годы Великой Отечественной войны из цехов завода вышел каждый третий истребитель «Як», построенный в СССР. Практически, в военные годы завод выпускал в день до 33 самолётов (то есть до одного авиационного полка в день). 25 декабря 1942 года было принято постановление ГКО СССР о выпуске самолётов-истребителей Як с пушками 37 мм ОКБ-16.
В послевоенные годы завод сначала выпускал велосипеды ЗиЧ-1, однако затем стал производить реактивные истребители-перехватчики МиГ-15, МиГ-17, МиГ-19, Як-28П, реактивные двухместные учебно-тренировочные самолёты МиГ-15УТИ (в 1950—1959 годах, выпущено 924 машин. Предприятие, известное ранее как завод № 153 и Новосибирский авиационный завод (НАЗ), начало тесно сотрудничать с ОКБ Сухого и с конца 1950-х годов осуществляло выпуск истребителей перехватчиков Су-9, Су-11 и Су-15.
С 1972 года начался выпуск фронтового бомбардировщика с изменяемой геометрией крыла Су-24 и в последующие годы его модификаций — Су-24М, Су-24МР; в варианте Су-24МК самолёт экспортировался в ряд стран Ближнего Востока и Африки (Алжир, Сирия и другие).
В конце 1980-х годов на предприятии приступили к производству постановочной серии новейшего многофункционального самолёта четвёртого поколения — Су-27ИБ, которому затем было присвоено обозначение Су-32 (впоследствии Су-34).
С 1991 года НАПО приступило к реализации конверсионной программы производства современных гражданских самолётов. Летом 1994 года на аэродроме НАПО начал полёты первый лётный экземпляр самолёта Ан-38-100, разработанного коллективом ОКБ имени О. К. Антонова, который предназначен для замены устаревших Ан-2, Ан-28, Л-410 и частично Ан-24 и Як-40; в декабре 1994 года поднялся в воздух второй лётный экземпляр (ОКБ имени О. К. Антонова было создано на территории завода: здесь был спроектирован и выполнил первые полёты Ан-2).
В 2005 году новосибирские авиастроители подписали контракт с Минобороны РФ на производство ударного самолёта Су-34; с 2006 года началась серийная поставка этих машин в ВВС России.
В сентябре 2003 года предприятие вошло в структуру ОАО «Компания „Сухой“» в соответствии с Указом президента РФ от 26.10.2001 № 1252 "О создании открытого акционерного общества «Авиационная холдинговая компания „Сухой“»" и Постановлением Правительства РФ от 29.12.2001 № 929 "О мерах по созданию открытого акционерного общества «Авиационная холдинговая компания „Сухой“»".
С 1 января 2013 года ОАО «НАПО имени В. П. Чкалова» прекратило деятельность в качестве самостоятельного юридического лица, став филиалом ОАО "Компания «Сухой», и сменило название на «Новосибирский авиационный завод (НАЗ) имени В. П. Чкалова».

## Современная продукция

### Военная техника
- Производство истребителя-бомбардировщика Су-34;
- Модернизация фронтового бомбардировщика Су-24М;
- Участие в программе создания боевого авиационного комплекса 5-го поколения;
- Проект С-70 «Охотник».

### Гражданская техника
- Участие в программе регионального самолёта SSJ (элементы фюзеляжа Ф1, Ф6, Ф5, ВО, ГО, защитные панели отсека ВСУ)

## Известные работники
- Перед Великой Отечественной войной на заводе работал Алексей Гаранин — будущий Герой Советского Союза.
- Большой вклад в развитие и успешную деятельность завода внесли Глеб Алексеевич Ванаг, Борис Савельевич Галущак и Василий Степанович Слуев, прошедшие путь от рядового сотрудника до руководящих должностей на заводе.
- Девотченко Иван Георгиевич (1902—1956) — советский военачальник, военный лётчик, участник Гражданской войны, Гражданской войны в Испании, Советско-финляндской и Великой Отечественной войны, командир 126-й и 127-й истребительных авиационных дивизий, полковник. В период с апреля по декабрь 1939 года работал на заводе старшим летчиком-испытателем. С началом Советско-финляндской войны направлен на Северо-Западный фронт командиром 28-го смешанного авиационного полка ВВС 9-й армии. По окончании войны вернулся на прежнюю должность. В январе 1941 года назначен командиром 120-го истребительного авиационного полка. С 10 мая 1942 года опять возвращен на завод старшим летчиком-испытателем. В октябре 1942 года по личной просьбе направлен на фронт[10].
- Сорокин, Иван Фёдорович, лётчик-испытатель, Герой Советского Союза.

## Награды завода
- 2 июля 1945 г. завод им. В. П. Чкалова награждён орденом Ленина «за образцовое и своевременное выполнение заданий правительства по производству самолётов-истребителей в годы войны».
- В 1971 году завод награждён орденом Трудового Красного Знамени с официальной формулировкой «…за выдающийся вклад в успешное выполнение 8-й пятилетки..», «за освоение новой техники».
- В 1981 году завод награждён орденом Октябрьской революции.
- В 2025 году завод награждён орденом Александра Невского[11].